# Kees de Bot
Cornelis Kees de Bot (Rotterdam, 1951. március 11. –) holland nyelvész. Jelenleg a holland Groningeni Egyetemen és a Pannon Egyetemen tanít alkalmazott nyelvészetet. De Bot a második nyelv fejlődése és a dinamikus rendszerek elméletének a második nyelv fejlődésének tanulmányozására irányuló munkájáról ismert.

## Karrier
De Bot 1982-ben a Nijmegeni Egyetemen szerzett PhD fokozatot az általános nyelvészet és az alkalmazott nyelvészet területén.  
1994 májusában a Nijmegeni Egyetem tanszékvezetőjévé nevezték ki. 2002 novemberében a Groningeni Egyetem alkalmazott nyelvészet tanszék vezetőjévé nevezték ki. Később a TESOL Nemzetközi Kutatási Alapítvány megbízottja és a Carnegie Mellon Egyetem Modern Nyelvek Tanszékének Programbizottságának tagja lett. 
A John Benjamins Kiadó társaságának „Tanulmányok a kétnyelvűségben” sorozatának társszerkesztője. Kiadott könyveket és cikkeket az alkalmazott nyelvészet területén . A groningeni viselkedési és kognitív idegtudományi iskola igazgatóságának elnöke. Nemrégiben a Studies in Bilingualism folyóirat nyelvi atrícióról szóló különkiadás vendégszerkesztője. 
A recenzált tudományos folyóirat, a Modern Language Journal társszerkesztője.

## Kutatás
van Geert, Lowie és Verspoor mellett de Bot javasolta az idősorok adatainak alkalmazását a második nyelv fejlődésének tanulmányozására. Kutatása számos témát érint, ideértve az idegen nyelvi atríciót, a nyelvet és a demenciát a többnyelvű környezetben, a kisebbségi nyelvek fenntartását és eltolódását, valamint a kétnyelvű nyelvfeldolgozás pszicholingvisztikáját, valamint az utóbbi időben a dinamikus rendszerek elméletének alkalmazását a kutatásban. 

## Művek
2004-ben írt publikált egy cikket Lowie és Verspoor-ral közösen a második nyelv fejlődéséről, amiben a dinamikus rendszerek elméletét alkalmazták, hogy tanulmányozzák a második nyelv írásban való fejlődését. Ez volt az első kutatási cikk, amelyben az idősorok adatait felhasználták a második nyelvírás fejlődésének változásainak magyarázata céljából.
A magyar Alkalmazott Nyelvtudományban közzétett interjúban de Bot elmondta, hogy érdekli a cirkadián ritmus alkalmazása a második nyelv elsajátításában.

## Díjak
- Orange-Nassau rend

## Bibliográfia

### Könyvek
- Second Language Acquisition: An Advanced Resource Book (2005) (2005)[7]
- Language Development Over the Lifespan (2009)[8]
- A Dynamic Approach to Second Language Development. Methods and Techniques (2011)[9]
- A History of Applied Linguistics From 1980 to the Present (2015)[10]

### Cikkek
- "Word production and the bilingual lexicon." (1993)
- "The psycholinguistics of the output hypothesis." (1996)
- "Toward a lexical processing model for the study of second language vocabulary acquisition: Evidence from ESL reading." (1997)
- "Producing words in a foreign language: Can speakers prevent interference from their first language?" (1998)
- "A bilingual production model: Levelt’s “speaking” model adapted." (2000)
- "The multilingual lexicon: Modelling selection and control." (2004)
- "Complex systems and applied linguistics." (2007)
- "A dynamic systems theory approach to second language acquisition." (2007)
- "An identity approach to second language acquisition." (2011)
- "First language attrition." (2013)

## Fordítás
Ez a szócikk részben vagy egészben  a   Kees de Bot című angol Wikipédia-szócikk ezen változatának fordításán alapul.  Az eredeti cikk szerkesztőit annak laptörténete sorolja fel. Ez a jelzés csupán a megfogalmazás eredetét és a szerzői jogokat jelzi, nem szolgál a cikkben szereplő információk forrásmegjelöléseként.